# Айра Левин
Айра Левин (на английски: Ira Marvin Levin) е американски писател на бестселъри в жанра трилър и комедия, автор на пиеси, телевизионни и филмови сценарии и популярни драматизации.

## Биография и творчество
Айра Левин е роден на 27 август 1929 г. в Бронкс, Ню Йорк, САЩ, в еврейското семейство на Чарлз и Беатрис Левин, производители на играчки. Има една сестра – Елия. Когато е на 13-годишна възраст семейството се мести в Горен Уест Сайд, Манхатън.
Решава да има писателска кариера още на 15-годишна възраст. Завършва елитното училище „Хорас Ман“. Учи две години в Университета „Дрейк“ в Де Мойн, Айова, а после се прехвърля в Университета на Ню Йорк, където специализира философия и английски език, и завършва магистърска степен през 1950 г. Още като студент, за конкурс на CBS за оригинални ТВ пиеси през 1949 г., написва трилър пиесата The Old Woman и печели втора награда от 200 щ.д., а по-късно тя става част от ТВ сериала The Clock.
След дипломирането му баща му иска да се присъедини към фамилния бизнес, но Левин не се съгласява и те са постигнали компромис да го подкрепят две години, за да опита да се издържа като писател. Левин се насочва да пише криминални романи и сценарии за радиото и телевизията. Първият от тях е Leda's Portrait, за ТВ сериала Lights Out през 1951 г.
Първият му роман „Предсмъртна целувка“ (A Kiss Before Dying) е публикуван през 1953 г. Това е забележително добре конструирана книга, която разказва своята история в три части, от три различни перспективи на героите. Романът става много популярен и получава наградата „Едгар Алан По“ за най-добър първи роман. По него са направени два едноименни филма – през 1956 г. с участието на Робърт Вагнер и Вирджиния Лейт, и през 1991 г. римейк с участието на Мат Дилън и Шон Йънг.
През 1953 – 1954 г. е повикан и служи в армията в Куинс, Ню Йорк, където пише учебни филми и продуцира военни филми за обучение. Докато е в армията пише първата си пиеса, с която прави ярък дебют на 25-годишна възраст през 1954 г. Тя е адаптация по романа на Mac Хайман в комедията No Time for Sergeants, за народната музика от южните щати. Тя е филмирана през 1958 г. и нея стартира кариерата на Анди Грифит, който партнира на Ник Адамс. По-късно през 1964 – 1965 г. прераства в телевизионен сериал с участието на Сами Джаксън.
Вторият роман на Левин „Бебето на Розмари“, публикуван 14 години по-късно през 1967 г., е най-известната му работа. Той е хорър история за поклонниците на съвременния сатанизъм и други окултни вярвания случващи се някъде в Манхатън. През 1968 г. режисьорът Роман Полански заснема по произведението на Левин своя шедьовър „Бебето на Розмари" с участието на Миа Фароу и Джон Касаветис. Филмът е номиниран за „Оскар“ за най-добър сценарий, а Рут Гордън печели „Оскар“ за най-добра актриса в поддържаща роля.
Пиесата му Dr. Cook's Garden (Градината на д-р Кук) е издадена през 1968 г. и разказва за добрия лекар в идилична общност във Върмонт, който освен градината си „подрязва“ и други неща. Филмирана е за телевизията през 1971 г. с участието на Бинг Кросби.
През 1970 г. Левин опитва да съчетае жанровете трилър и научна фантастика в романа This Perfect Day.
През 1972 г. Левин издава комедийния трилър „Степфордските съпруги“, който през 1975 г. е филмиран с участието на Катрин Рос и Тина Луиз в хорър стил, а през 2004 г. е направена нова адаптация с участието на Никол Кидман и Матю Бродерик с по-комедийно звучене.
През 1976 г. издава романа „Момчетата от Бразилия“ (The Boys from Brazil), който през 1978 г. е филмиран с участието на Грегъри Пек и Лорънс Оливие.
През 1978 г. Левин написва и режисира пиесата Deathtrap (Смъртоносен капан), която е една от най-дълго играните криминални пиеси на Бродуей – 4 години. За нея той получава втората си награда „Едгар Алан По“ за най-добра пиеса. През 1982 г., тя е филмирана с участието на Кристофър Рийв и Майкъл Кейн.
През 80-години Левин работи предимно по продукциите на произведенията си за киното, телевизията и сцената.
През 1991 г. издава трилъра „Сливър“. По него през 1993 г. режисьорът Филип Нойс прави едноименния филм с участието на Шарън Стоун и Том Беринджър, който е един от най-известните в края на 20 век.
Последният си роман „Синът на Розмари“ Левин издава през 1997 г. като продължение на „Бебето на Розмари“.
Левин е написал и няколко разказа и текстове за песни за телевизионни сериали.
Айра Левин е двукратен носител на наградата „Едгар Алан По“, за роман (1953) и пиеса (1978). През 1996 г. му е присъдена наградата „Брам Стокър“ на Horror Writers Association за цялостно творчество. През 2003 г. отново за цялостно творчество му е присъдена голямата награда „Едгар Алан По“ – Grand Master на Американската гилдия на писателите на трилъри.
Считан е за един от майсторите на интелигентния и изтънчен хорър. Романите на Левин са преведени и публикувани на много езици и страни по света.
Той е и един от най-мистериозните съвременни автори – не позволява да го снимат, рядко дава интервюта, и не се появява по телевизията и радиото. Бил женен и разведен два пъти. Първата му съпруга е Габриел Аронсон – 1960 – 1968 г., с която имат трима сина – Адам, Джарет и Никола. Втората му съпруга е Филис Финкел – 1979 – 1981 г.
Айра Левин умира от инфаркт на 12 ноември 2007 г. в Манхатън, Ню Йорк.

## Произведения

### Самостоятелни романи
- A Kiss Before Dying (1953) – награда „Едгар Алан По“ за най-добър първи роман
Предсмъртна целувка, изд.: „Народна култура“, София (1987, 1992), изд.: „Унискорп“, София (2006), прев. Ралица Мишева
- This Perfect Day (1970) – през 1992 г. е включен в Залата на славата „Прометей“
- The Stepford Wives (1972)
Степфордските съпруги, изд.: „Народна култура“, София (1987), изд.: „Унискорп“, София (2004), прев. Ивайла Божанова
- The Boys from Brazil (1976)
Момчетата от Бразилия, изд.: „Народна култура“, София (1987), изд. „Репортер“ (1993), прев. Савина Манолова
- Sliver (1991)
Кулата на ужаситеизд.: „Народна култура“, София (1992), прев. Савина Манолова
Сливър, изд.: „Унискорп“, София (2004), прев. Савина Манолова

### Серия „Розмари“
1. Rosemary's Baby (1967)
Бебето на Розмари, изд.: ИК „Ирис“, София (1992), прев. Ралица Ботева
2. Son of Rosemary (1997)
Синът на Розмари, изд.: ИК „Труд“, София (2001), прев. Людмила Левкова, Диляна Тинева

### Пиеси
- The Old Woman (1949)
- No Time for Sergeants (1956)
- Interlock (1958)
- Critic's Choice (1960)
- General Seeger (1962)
- Drat! The Cat! (1965) – мюзикъл
- Dr. Cook's Garden (1968)
- Veronica's Room (1973)
- Deathtrap (1978) – награда „Едгар Алан По“ за най-добра пиеса, номинация за наградата Tony
- Break a Leg (1979)
- Cantorial (1988)
- Body Politic (1991)
- Footsteps (1994)
- Killing The Lawyers (2000)

### Разкази
- The Underground Gourmet (1954)
- Sylvia (1955)

### Филмография
- 1950 The Old Woman, от ТВ сериала The Clock
- 1951 Leda's Portrait и The Pattern, от ТВ сериала Lights Out
- 1954 No Time for Sergeants, от ТВ сериала The United States Steel Hou
- 1955 The Notebook Warrior, от ТВ сериала The United States Steel Hou
- 1956 Notebook Warrior, от ТВ сериала Matinee Theatre
- 1956 A Kiss Before Dying, филм по романа
- 1958 Sylvia, от ТВ сериала Alfred Hitchcock Presents
- 1958 No Time for Sergeants, филм по пиесата
- 1961 The Devil You Say, от ТВ сериала G.E. True Theater
- 1963 Critic's Choice, ТВ филм по пиеса
- 1964 – 1965 общо 5 епизода от сериала No Time for Sergeants
- 1965 Tu das nicht, Angelika, ТВ филм по пиесата Critic's Choice
- 1968 Бебето на Розмари, Rosemary's Baby, филм по романа
- 1971 Dr. Cook's Garden, ТВ филм по пиесата
- 1975 Степфордските съпруги, филм по романа
- 1976 Look What's Happened to Rosemary's Baby, ТВ филм по героите на романа Rosemary's Baby
- 1978 Момчетата от Бразилия, The Boys from Brazil, филм по романа
- 1980 Revenge of the Stepford Wives, ТВ филм по романа The Stepford Wives
- 1982 Deathtrap, филм по романа
- 1987 The Stepford Children, ТВ филм по романа The Stepford Wives
- 1991 A Kiss Before Dying, филм по романа
- 1993 Сливър, Sliver, филм по романа
- 2003 Footsteps, ТВ филм по пиесата
- 2004 Степфордски съпруги, The Stepford Wives, филм по романа, римейк